# Conversations with History
Conversations with History（カンバセイションズ・ウィズ・ヒストリー）は、1982年に始まったアメリカ合衆国のテレビ番組。ホスト役のハリー・クライスラーが様々な分野からゲストを招き、生い立ちからその思想まで、約一時間にわたってインタビューを行う。番組はカリフォルニア大学の運営する衛星放送チャンネルUCTVを通じて全米に放映されている。番組のバックナンバーは、インターネットを通じてビデオ・オン・デマンド形式で無料で公開されている。2007年現在、公開されているインタビューの数は400本以上にのぼる。番組の製作はカリフォルニア大学バークレー校国際研究所。

## 概略
Conversations with History は、ハリー・クライスラーが1982年にスタートさせた。番組の目的は、様々な人物へのインタビューを通して、現代社会で行なわれている知的営みの興奮を捉え、そしてそれを保存してくこと。
インタビューの内容はテキストとビデオの二つの形で公開されている。英語の聞き取りがうまく出来ない場合、およびインタビューの内容を文章の形で引用したい場合は、書き起こされたテキストの方を参照すると良い。

## バックナンバー
番組には様々な経歴のゲストが招かれる。以下にその一例を示す。
| 収録日         | ゲスト                     | 職業                             | リンク                       |
| -------------- | -------------------------- | -------------------------------- | ---------------------------- |
| 1983年1月18日  | ライナス・ポーリング       | 化学者                           | 見る                         |
| 1992年4月1日   | 緒方貞子                   | 元国連難民高等弁務官             | 読む - 動画なし テキストのみ |
| 1997年4月17日  | オリバー・ストーン         | 映画監督、脚本家                 | 見る                         |
| 1998年2月28日  | ロバート・ワイズ           | 映画監督                         | 見る                         |
| 1998年4月16日  | ウォーレ・ショインカ       | 詩人、劇作家                     | 見る                         |
| 1998年4月19日  | コフィー・アナン           | 元国連事務総長                   | 読む - 動画なし テキストのみ |
| 1998年11月18日 | 魏京生                     | 中国の民主運動家                 | 見る                         |
| 1999年2月27日  | 岩下志麻                   | 女優                             | 読む - 動画なし テキストのみ |
| 1999年3月17日  | 緒方貞子                   | 元国連難民高等弁務官             | 見る                         |
| 1999年4月16日  | 大江健三郎                 | 作家                             | 見る                         |
| 2000年2月15日  | チャールズ・タウンズ       | 物理学者                         | 見る                         |
| 2002年3月22日  | ノーム・チョムスキー       | 言語学者                         | 見る                         |
| 2002年4月29日  | サマンサ・パワー           | ジャーナリスト                   | 見る                         |
| 2002年6月11日  | マッシモ・ダレマ           | 政治家、元イタリア首相           | 見る                         |
| 2004年2月29日  | チャルマーズ・ジョンソン   | 国際政治学者、日本政策研究所所長 | 見る                         |
| 2005年4月3日   | アマルティア・セン         | 経済学者                         | 見る                         |
| 2005年4月11日  | ジョレス・アルフェロフ     | 物理学者                         | 見る                         |
| 2005年11月2日  | ヒューバート・ドレイファス | 哲学者                           | 見る                         |
| 2006年3月24日  | クリストフ・コッホ         | 神経科学者                       | 見る                         |
| 2006年5月10日  | シーリーン・エバーディー   | 弁護士、人権活動家、民主運動家   | 見る                         |
| 2007年2月7日   | ダニエル・カーネマン       | 心理学者、行動経済学者           | 見る                         |